# Казалангвида
Казалангвида (итал. Casalanguida) је насеље у Италији у округу Кјети, региону Абруцо.
Према процени из 2011. у насељу је живело 543 становника. Насеље се налази на надморској висини од 467 м.

## Становништво
Према резултатима пописа становништва 2011. у општини је живело 1.006 становника.
| 1931. | 1936. | 1951. | 1961. | 1971. | 1981. | 1991. | 2001. | 2011. |
| ----- | ----- | ----- | ----- | ----- | ----- | ----- | ----- | ----- |
| 2.233 | 2.230 | 2.270 | 1.781 | 1.446 | 1.311 | 1.197 | 1.096 | 1.006 |